# 라 파밀리아 P. 루체
《라 파밀리아 P. 루체》(스페인어: La familia P. Luche)는 멕시코의 시트콤이다.